# Cóc khổng lồ châu Phi
Cóc khổng lồ châu Phi hoặc Cóc Congo (danh pháp hai phần: Amietophrynus superciliaris) là một loài cóc thuộc họ Bufonidae.

## Phân bổ
Loài này có ở Cameroon, Cộng hòa Trung Phi, Cộng hòa Congo, Cộng hòa Dân chủ Congo, Bờ Biển Ngà, Guinea Xích Đạo, Gabon, Ghana, Nigeria, có thể cả Liberia, và có thể cả Sierra Leone.
Môi trường sống tự nhiên của chúng là rừng ẩm vùng đất thấp nhiệt đới hoặc cận nhiệt đới, đầm nước ngọt, đầm nước ngọt có nước theo mùa, các đồn điền, và rừng thoái hóa nghiêm trọng.
Chúng hiện đang bị đe dọa vì mất nơi sống.

## Hình ảnh

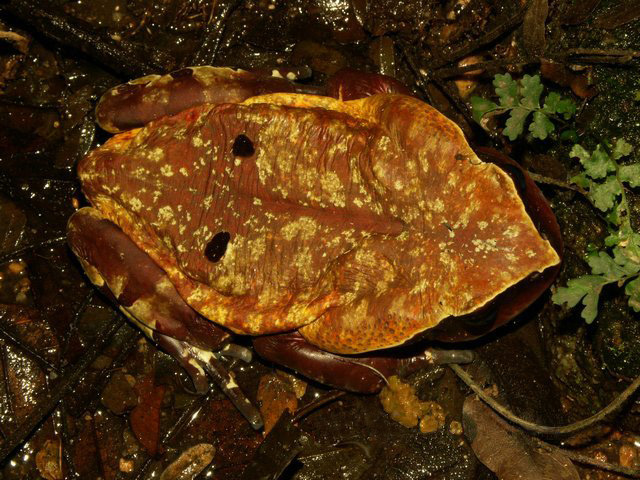
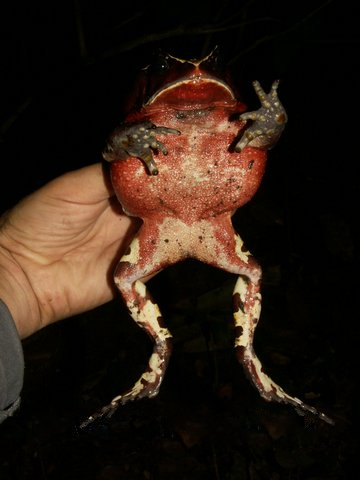
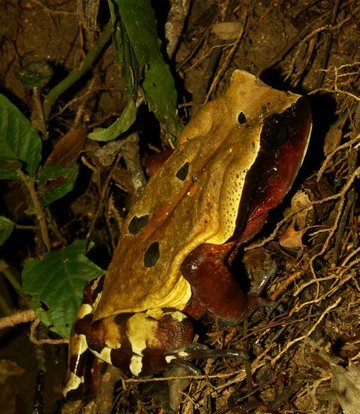